# 縣醫院前停留場
縣醫院前停留場（日语：／ Kenbyoin-mae teiryūjō */?），又稱縣醫院前電車站，是位於廣島縣廣島市南區翠和宇品神田屬於，廣島電鐵宇品線的電車站。車站編號為U11。

## 歷史
此站是在1935年（昭和10年）宇品線御幸橋東詰至宇品之間路段遷移至新線時啟用。當時的站名為廣陵中學前停留場（日语：／），這是由於當時電車站鄰近舊制廣陵中學。
在1945年（昭和20年）8月6日，廣島市被投下原子彈，使宇品線不線不能通行。隨後包含此站在內，宇品線電鐵前至向宇品之間於同月中重開。在1948年（昭和23年），被原子彈炸毀的公立廣島醫院於此站附近重建，並名為縣立廣島醫院。此站的站名也改為縣醫院前停留場。
- 1935年（昭和10年）12月27日 - 宇品線御幸橋東詰至宇品之間的新線開通，此站啟用。當時電車站名為廣陵中學前停留場[2]。
- 1945年（昭和20年）
  - 8月6日 - 廣島市被投下原子彈，使宇品線全線不能通行[2]。
  - 8月18日 - 宇品線電鐵前至向宇品之間以雙線鐵路重開[2]。
- 1948年（昭和23年）起 - 電車站改名為縣醫院前停留場[2]。
- 2014年（平成26年）12月15日 - 月台改善工程完成[3]。

## 電車站構造
本站建在共用行車道上，並設有2面2線的相對式低地台月台（千鳥式月台），路線向南北兩邊延伸，月台之間設有路口。路口北邊是廣島港方向的下行月台，南邊是廣島站和紙屋町方向的上行月台。
各月台可容納3卡、5卡的掛接電車。由於此站較多乘客使用，因此在2014年（平成26年）進行改善工程，以保障乘客安全。其中下行月台延長上蓋，在上下行月台加設安全柵欄。

### 運行系統
此電車站是宇品線電車站之一。0、1、3、5系統會駛入此站。
| 下行月台 | 1號線 · 3號線 · 5號線 | 前往廣島港           |
| 下行月台 | 3號線 · 5號線         | 前往宇品二丁目       |
| 上行月台 | 0號線                 | 前往廣電本社前       |
| 上行月台 | 1號線                 | 經紙屋町前往廣島站   |
| 上行月台 | 3號線                 | 前往廣電西廣島       |
| 上行月台 | 5號線                 | 經比治山下前往廣島站 |

## 電車站周邊
電車站周邊設有古老住宅區。電車站東南方設有縣立廣島醫院。電車站附近設有縣立廣島大學和宇品郵局。曾經為電車站名稱的舊制廣陵中學校址現時為御幸廣場（御幸Park・公寓、AEON御幸店），在北邊設有千田廟公園。
向縣醫院方向延伸是縣道86號，這道路原本是位於海岸線和堤防。該道路南已經是海，明治時代以後，為了建設宇品港便進行了填海工程。作為堤防的遺蹟，此電車站向宇品方向的路面是向下的。

## 相鄰電車站
廣島電鐵
■宇品線
廣大附屬學校前（U10）－縣醫院前（U11）－宇品二丁目（U12）

## 注腳

## 外部連結
- 縣醫院前 | 電車情報：電停指南 （页面存档备份，存于）（日語） - 廣島電鐵